# آيت نعمان الجنوبية (آيت نعمان)
آيت نعمان الجنوبية هي إحدى مشيخات المملكة المغربية، تتبع جغرافيا لإقليم الحاجب وإداريًا لآيت نعمان. يقدر عدد سكانها بـ 2911 نسمة حسب الإحصاء الرسمي للسكان والسكنى لسنة 2004.